# موبيليت
موبيليت (بالفرنسية: Mobylette)‏ الذي يتم اختصاره أحيانًا باسم موب (بالفرنسية: Mob)‏، هو نموذج لدراجة نارية صغيرة من قبل الشركة المصنعة الفرنسية (Motobécane) خلال النصف الثاني من القرن العشرين. تم إطلاق موبيليت في عام 1949 وتم تصنيعه حتى عام 1997، بأرقام إنتاج تجاوزت 14 مليونًا مع ذروة الإنتاج في السبعينيات، بمتوسط 750.000 سنويًا. أصبحت كلمة (Mobylette) منذ ذلك الحين بمثابة علامة تجارية عامة في اللغة الفرنسية، في إشارة إلى الدراجات النارية الصغيرة بشكل عام.

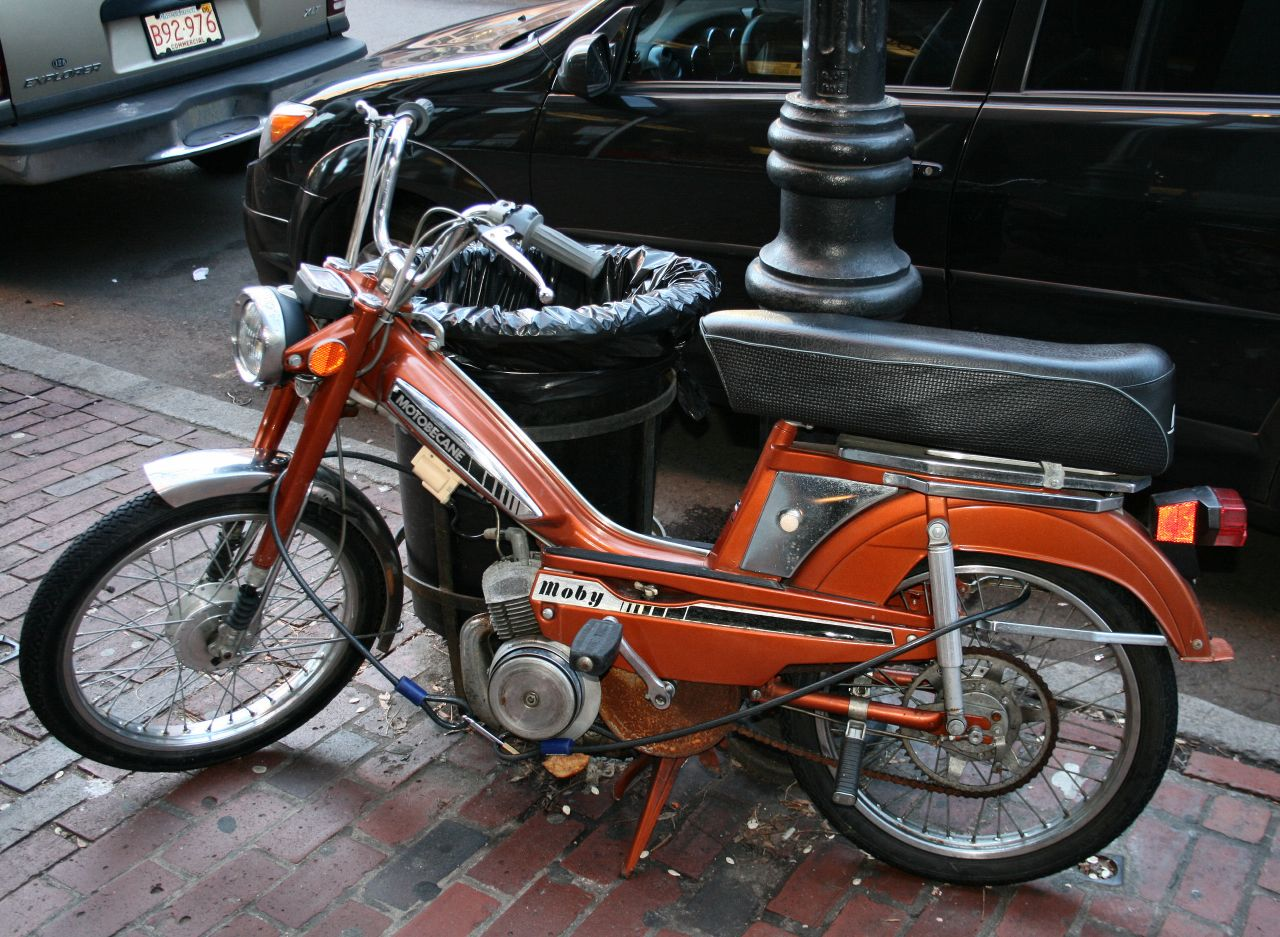
موديل عقد 1970

يشار إلى جميع دراجات (Motobécane) عمومًا (وعادة ما تحمل الاسم) باسم (Mobylette)، ولكن هناك عدة أنماط من النماذج الفرعية. خلال فترة ازدهار الدراجات النارية الصغيرة في السبعينيات على وجه الخصوص، كانت هناك العديد من الاختلافات المتاحة، والتي تتضمن عادةً مجموعة من الأرقام / الحروف مثل 40T و 40TL و 40V و 50V. تحدد اصطلاحات التسمية هذه أنواع المعدات التي كانت قياسية أو حتى متوفرة مع الدراجة النارية الصغيرة. على سبيل المثال، كان طراز 40T عادةً إصدارًا أبطأ، وقادرًا على تحقيق سرعة قصوى تبلغ 25 ميلاً في الساعة فقط ولا يوجد به تعليق خلفي. كان الجزء العلوي من الخط 50V يحتوي على تعليق أمامي وخلفي، وهو جسم أثقل، وكان قادرًا على 30 إلى 35 ميل في الساعة (48 إلى 56 كم/س). 
في عام 1978، ركب الكندي والتر موما [الإنجليزية] مسافة طراز 50V بمسافة 11.500 ميل في رحلة لمدة 3 أشهر بدأت في تورنتو، وصولا إلى ألاسكا، وعاد إلى تورنتو.
في الهند، تم تصنيع الإصدار السابق o بموجب ترخيص من شركة (Mopeds India Ltd) من عام 1965 حتى أواخر الثمانينيات تحت اسم (Suvega). لديهم أيضًا فريق سباق مدعوم من المصنع والذي حقق نجاحًا كبيرًا في سباقات (Sholavaram) السنوية في فئة 50 سنتيمتر مكعب (3.1 بوصة3).